# 福島 (長崎県)
福島（ふくしま）は、九州北西部の伊万里湾内にある島。全島が長崎県松浦市に属する。

## 地理

### 概要
- 面積：約17.26km2
- 人口：2,379人（2020年国勢調査）

第三紀砂岩層を基盤としその上に玄武岩の溶岩台地が載る形となっており、北隣の鷹島とほぼ同じ構成であるが、鷹島に比べ台地部の平均標高が150mと高くなっている。島内の白岳南西には柱状節理がある。

## 歴史
江戸時代までは、岡家が庄屋として治めていた。
1889年（明治22年）4月1日の町村制施行により北松浦郡福島村として発足、1951年（昭和26年）1月21日に町制を施行し福島町となった。平成の大合併期の2006年（平成18年）1月1日に松浦市および北松浦郡鷹島町と合併し、新市制による松浦市の一部となった。

## 産業
明治時代中期より北松炭田に属する炭鉱が多く、産炭地として栄えたが1972年（昭和47年）までに全て閉山した。現在は農業・漁業を中心としている。
平坦地が少ないため棚田が多く作られている。特に北西部土谷（どや）地区の棚田は夕陽の時間帯の美しさで知られ、日本の棚田百選にも選定されている。
この島で最大の産業となっていた、石炭鉱業については、1920年（大正9年）村井鉱業㈱が開坑して開始している。1927年（昭和2年）村井鉱業㈱は、野上鉱業㈱に買収される。1935年（昭和10年）沖ノ山炭鉱㈱（現在宇部興産㈱を経てUBEに改称）が買収。1944年（昭和19年）　筑豊御三家　と云われていた中島徳松が経営していた中島鉱業㈱　が買収する。
その間の1937年（昭和12年）に、中興鉱業㈱の創業者とされる木曾信義が木曾鉱業㈱を創業する
ストライキ等で経営不振に陥って居た中島鉱業㈱　　　を救済するために、1955年（昭和30年）に吸収合併を行って、企業名を中興鉱業㈱　と改名した。
中島鉱業㈱が復興する事を願ったとされる。
経営効率化した中興鉱業㈱　は、福島内に3鉱業所（鯛ノ鼻鉱業所，徳義鉱業所，福島鉱業所）を設置して、操業する。
この内福島鉱業所には、最新型の立坑櫓を擁する福島第1立坑を掘削建設した。櫓の上部に捲揚機を設置する塔櫓捲（タワーマシン=ワインディングタワー）形式の最新型密閉ビルディングタワー形の立坑櫓であった。
塔櫓捲形式立坑櫓は、熊本県荒尾市の三井三池鉱業所四ツ山第1立坑櫓、福岡県糟屋郡志免町の、海軍炭鉱志免立坑櫓、の2つが、初期形のハンマーコップフと云われ、当鉱業所の福島第1立坑櫓と、北海道苫前郡羽幌町三毛別の、羽幌炭礦鉄道㈱羽幌鉱業所羽幌運搬立坑櫓の2つが後期形の密閉ビルディングタワー形と云われた。
現在は、重要文化財指定の海軍炭鉱志免立坑櫓と、羽幌炭礦鉄道㈱羽幌運搬立坑櫓が新旧1基づつ残存して居る。
中興鉱業㈱の福島第1立坑櫓の社員教育用に、建設した日立の製造した精密な模型が、直方市石炭資料館に寄付され、展示公開されて居る。

## 交通

### 島へのアクセス等

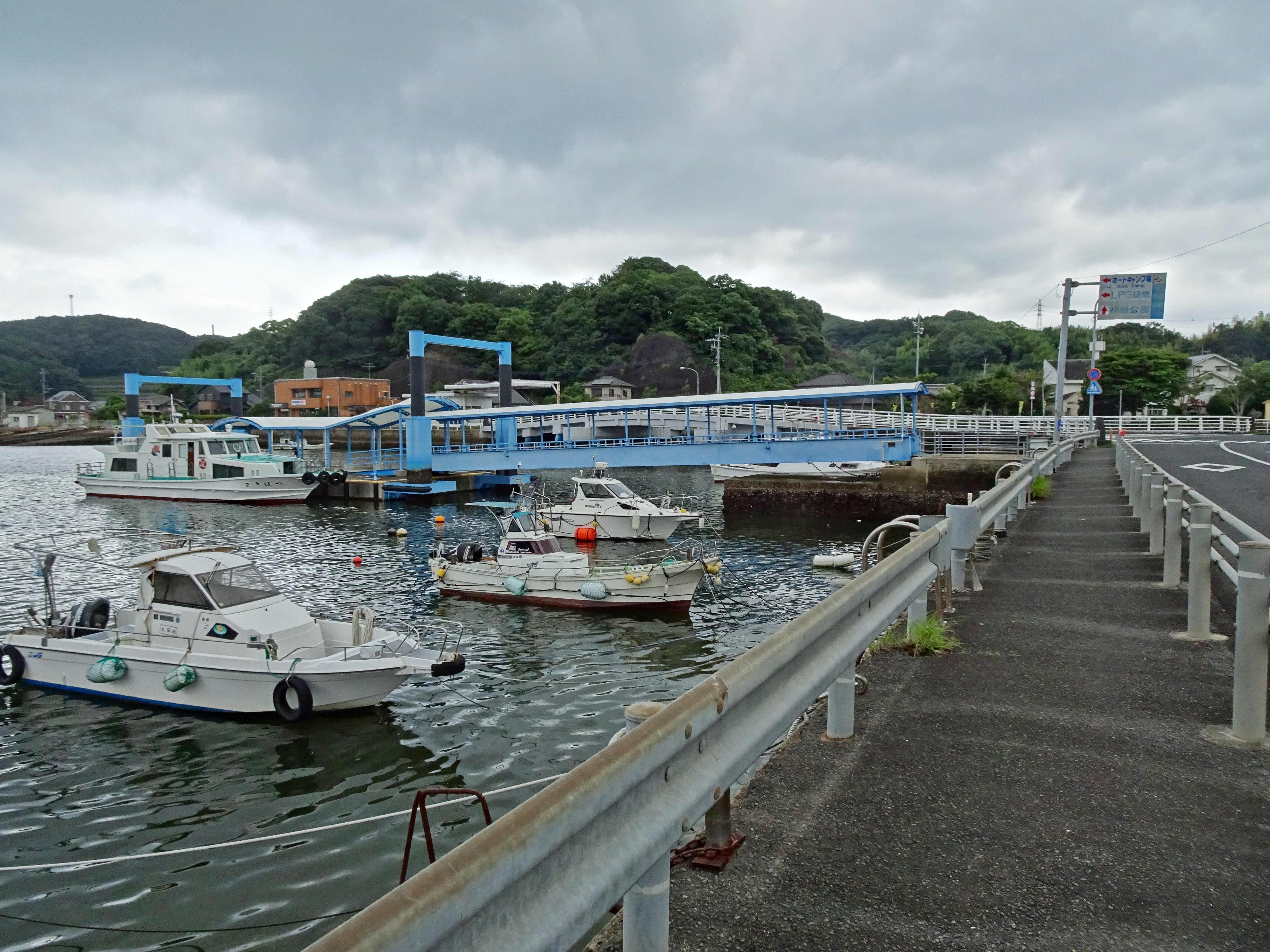
伊万里市浦ノ崎港に向かう渡船が出る福島港

1967年（昭和42年）に佐賀県伊万里市波多津町と島の東部喜内瀬免を結んで福島大橋（全長225m）が架橋され、同橋を経由しての自家用自動車でのアクセスが一般的になっている。路線バスは、西肥バス（西肥自動車㈱）が伊万里駅前から福島支所前（福島港）まで伊万里-波多津-福島線を運行している。
また、伊万里市浦ノ崎港（最寄り駅は松浦鉄道福島口駅）から福島港まで定期船が運航されている。浦ノ崎港は伊万里湾の西側に立地しており、福島大橋とは伊万里湾を挟んで反対側となる。松浦市の本土部との間を移動する場合はこの定期船を利用するほうがバスより移動距離が短い。
なお、松浦市本土部と直結する交通機関や道路は一切ない。
佐賀県教育委員会は、「地理的に自県高校通学が困難な者」と認めれば、隣県居住者の佐賀県立高校の志願を認めている。

### 島内交通
2023年3月31日限りで西肥バスの島内循環線が廃止されたため、代替として予約制乗合タクシーを運行している。運行時刻は西肥バスの福島支所前到着・出発時刻に合わせて設定されている。登録制ではなく松浦市民以外の利用も可能。

## 名所・観光スポット
- 土谷の棚田
- 大山展望台（標高160m）
- 白岳展望所 - いろは島眺望
- 松浦市福島歴史民俗資料館（松浦市福島図書館2階併設）ｰ 北松浦郡福島町の頃盛んであった石炭鉱山の資料を始め、福島の歴史の資料を展示する資料館。西肥バス(西肥自動車㈱）伊万里-波多津-福島線、福島福祉センター前停留所降車徒歩1分。

## ギャラリー
- 夕日が映える土谷の棚田
- 白岳から望むいろは島と肥前町
- 最南部にある石油ガス備蓄基地
- 福島郵便局（松浦市）